# 1894 en Bretagne
 Chronologie de la Bretagne
- 1890
- 1891
- 1892
- 1893
- 1894
- 1895
- 1896
- 1897
- 1898

Cette page recense des événements qui se sont produits durant l'année 1894 en Bretagne.

## Société

### Naissance

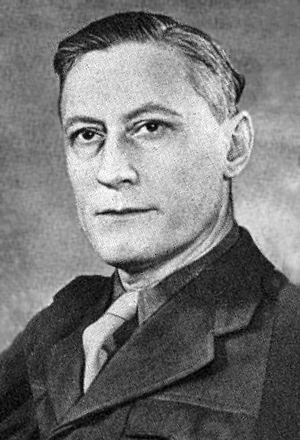
Jean Ganeval

- 24 décembre à Brest : Jean Ganeval, mort le 12 janvier 1981 à Paris, militaire et homme politique français.

- 30 décembre à Brest : Émile Barthes, décédé en 1974,  contre-amiral français, actif durant la Seconde Guerre mondiale.